# Püssi
Püssi er en by i landskabet Virland i det nordlige Estland. Byen har et indbyggertal på 859 (2024) indbyggere og ligger i Lüganuse kommune i amtet Ida-Virumaa.